# Gina Raimondo
Gina Raimondo (ur. 17 maja 1971 w Smithfield) – amerykańska polityk. Gubernator Rhode Island w latach 2015–2021, sekretarz handlu Stanów Zjednoczonych w latach 2021–2025.

## Życiorys

### Młodość i edukacja
Ukończyła studia na Uniwersytecie Harvarda i Yale Law School. Uzyskała doktorat na Uniwersytecie Oksfordzkim. Na początku kariery zawodowej pracowała jako asystentka sędziego Sądu Dystryktowego USA dla Południowego Dystryktu Nowego Jorku. Następnie stworzyła firmę venture capital o nazwie „Point Judith Capital”. Firma inwestowała w przedsiębiorstwa z branży komunikacji, internetu i nowoczesnych technologii.

### Kariera polityczna
W 2010 roku została wybrana skarbniczką stanu Rhode Island. Podczas pracy na tym stanowisku nadzorowała reformę emerytur stanowych, która zmniejszyła emerytury przysługujące pracownikom stanu i podwyższyła wiek emerytralny. Reforma wywołała gwałtowny sprzeciw związków zawodowych. 
W 2014 wystartowała w wyborach na gubernatora stanu. Wybory odbyły się 6 listopada 2014, zdobyła 41% głosów, najwięcej spośród trzech kandydatów, pokonała republikanina Alana Funga i kandydata niezależnego Roberta Healeya. Została pierwszą kobietą na stanowisku gubernatora tego stanu. W 2018 uzyskała reelekcje, zdobyła 52% głosów. 
7 stycznia 2021 Joe Biden nominował Ginę Raimondo na stanowisko sekretarz handlu Stanów Zjednoczonych. 1 marca 2021 Senat Stanów Zjednoczonych stosunkiem głosów 84–15 zatwierdził nominację Raimondo na to stanowisko. Dwa dni później została zaprzysiężona przez wiceprezydent Kamalę Harris.

## Odznaczenia
- Order Księżnej Olgi I klasy (Ukraina, 2024)[7]